# Atikokan
Atikokan – gmina (ang. township) w Kanadzie, w prowincji Ontario, w dystrykcie Rainy River.
Powierzchnia Atikokan to 316,81 km².
Według danych spisu powszechnego z roku 2001 Atikokan liczy 3632 mieszkańców (11,46 os./km²).